# Stanisław Fijałkowski (malarz)
Stanisław Henryk Fijałkowski (ur. 4 listopada 1922 w Zdołbunowie, zm. 4 listopada 2020 w Łodzi) – polski malarz i grafik, doctor honoris causa Akademii Sztuk Pięknych im. Władysława Strzemińskiego w Łodzi. Jeden z przedstawicieli grupy łódzkich awangardzistów należących do tzw. „kręgu Strzemińskiego” (m.in. obok Lecha Kunki, Antoniego Starczewskiego i Stefana Krygiera), czyli osób skupionych wokół myśli malarza i wykładowcy Władysława Strzemińskiego.
Był członkiem Międzynarodowego Stowarzyszenia Drzeworytników XYLON, pełnił też funkcję przewodniczącego Polskiej Sekcji tego stowarzyszenia, a od 1990 był wiceprezydentem jego Międzynarodowego Zarządu Głównego. Ponadto w latach 1974–1979 był wiceprezesem Polskiego Komitetu AIAP (Association Internationale des Arts Plastiques), należał do Europejskiej Akademii Nauk i Sztuk w Salzburgu oraz do Belgijskiej Królewskiej Akademii Nauki, Literatury i Sztuk Pięknych z siedzibą w Brukseli.

## Życiorys
W latach 1944–1945 przebywał na robotach przymusowych w Królewcu. Studiował w latach 1946–1951 w łódzkiej PWSSP, był uczniem Władysława Strzemińskiego i Stefana Wegnera, a opiekunem jego dyplomu był Ludwik Tyrowicz. W latach 1947–1993 był pracownikiem PWSSP w Łodzi, w 1983 został profesorem tej uczelni, a w roku 2002 otrzymał jej doktorat honorowy. W różnych latach wykładał gościnnie za granicą: w Mons (1978, 1982), w Marburgu (1990), a w roku akademickim 1989/1990 prowadził zajęcia na uniwersytecie w Gießen.

## Twórczość
Samodzielną twórczość Fijałkowski rozpoczął od nawiązania do doświadczeń impresjonizmu i kubizmu, w końcu lat 50. zainteresowały go środki wyrazu właściwe malarstwu abstrakcyjnemu. Ale twórczość Fijałkowskiego stanowiła przezwyciężenie abstrakcji, artysta zwracał się ku symbolowi i zagadnieniu kształtowania symbolicznego sensu. Stąd w jego obrazach pojawiały się podstawowe znaki: figury geometryczne (koła, trójkąty o złagodzonych krawędziach, co wytwarza poetycki nastrój), rytmy, cyfry. Fijałkowski posługiwał się ograniczoną paletą, nie stronił od barw ściszonych, chłodnych, jego obrazy charakteryzowały się ascezą środków malarskich, skupieniem, harmonią postawy emocjonalnej z intelektualną, intuicji ze świadomością, ekspresji indywidualnej z treściami powszechnymi. Jego prace malarskie i graficzne układają się w cykle kompozycji abstrakcyjnych – Wąwozy, Studia Talmudyczne, Autostrady. Od lat 80. artysta wyraźnie ograniczał ikonografię swoich obrazów, które zredukowane do jednolitych niemal powierzchni – nieznacznie tylko zróżnicowanych kolorem – nabrały wartości kontemplacyjnych. W tym czasie autor zrezygnował też z nadawania obrazom tytułów i opatrywał je datą, a czasami także dedykacją.

## Wystawy i nagrody
Reprezentował Polskę na Biennale w São Paulo (1969) i na Biennale w Wenecji (1972). Uczestnik Sympozjum Plastycznego Wrocław ’70. W 1977 wyróżniono go Nagrodą im. Cypriana Kamila Norwida, a w 1989 uhonorowany został prestiżową Nagrodą im. Jana Cybisa. Uzyskał też wiele nagród krajowych i międzynarodowych na licznych wystawach, m.in. na Biennale Grafiki w Krakowie (1968 i 1970), na wystawie Bianco e Nero w Lugano (1972), na Biennale Grafiki w Lublanie (1977), na Triennale „Graphica Creativa” w Jyväskylä (1978), na Biennale Grafiki we Frechen (1978), na Biennale Grafiki Europejskiej w Heidelbergu (1979), na Międzynarodowym Festiwalu Malarstwa w Cagnes-sur-Mer (1986), Grand Prix na Międzynarodowej Wystawie XYLONU w Winterthur (1994). W 2002 otrzymał Nagrodę Kolekcjonerów im. doktora Lecha Siudy za całokształt twórczości malarskiej i graficznej.
Jego prace znajdują się w licznych zbiorach prywatnych i publicznych w Polsce i za granicą, między innymi w Galerii Tretiakowskiej w Moskwie, Museum of Modern Art w Nowym Jorku, Tate Gallery w Londynie i w Graphische Sammlung Albertina w Wiedniu. W 2003 z okazji 80. rocznicy urodzin artysty Muzeum Narodowe w Poznaniu, Muzeum Narodowe we Wrocławiu i Narodowa Galeria Sztuki „Zachęta” w Warszawie zorganizowały retrospektywną ekspozycję twórczości, której towarzyszył obszerny katalog zawierający liczne reprodukcje oraz omówienie życia i twórczości artysty.

## Ordery i odznaczenia
W 2013 „za wybitne zasługi dla polskiej i światowej kultury, za osiągnięcia w pracy twórczej i działalności artystycznej” został przez prezydenta Bronisława Komorowskiego odznaczony Krzyżem Komandorskim z Gwiazdą Orderu Odrodzenia Polski, którym udekorowano go 3 maja 2013 podczas uroczystości na Zamku Królewskim z okazji Święta Narodowego 3 Maja.
Wcześniej, w 2002, był odznaczony Krzyżem Komandorskim tego orderu, w 1993 Krzyżem Oficerskim tego orderu, a w 2005 Złotym Medalem „Zasłużony Kulturze Gloria Artis”.

## Galeria

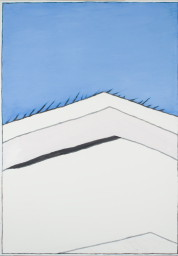
Dwa prawdziwe kolory 23 VIII 2002, Zachęta, Warszawa
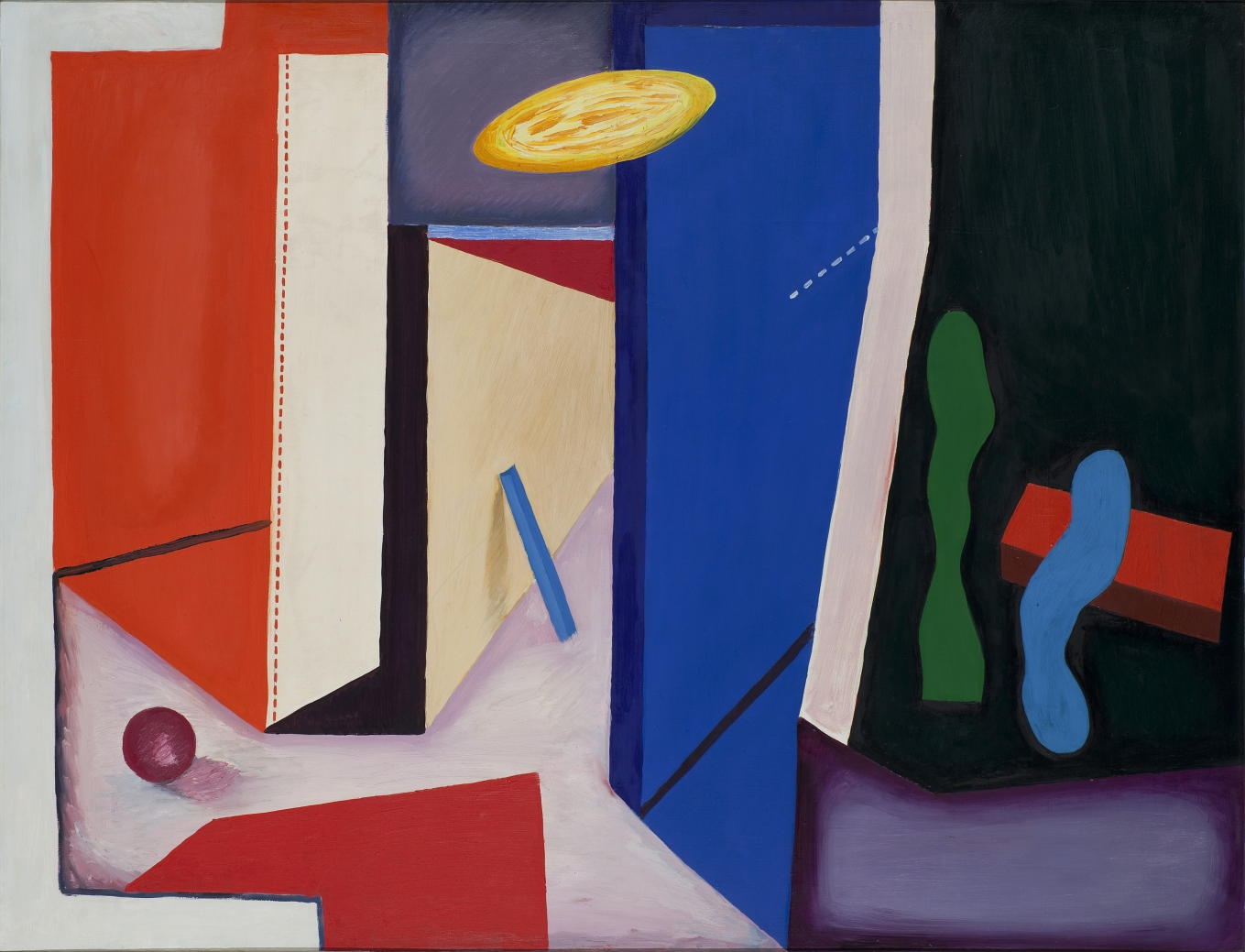
Kompozycja II, 1959, kolekcja Muzeum Sztuki w Łodzi
Sympozjum Plastyczne Wrocław '70, kolekcja MWW